# Balyakinite
La balyakinite è un minerale.